# Umgeni
Mngeni je rijeka u Južnoj Africi, u provinciji KwaZulu-Natal.
Utječe u ocean u gradu Durbanu, gdje je stvorila luku u kojoj se nalazi ovaj grad. Rijeka je duga oko 232 km, a površina porječka joj je oko 4.432 km². Na rijeci se nalaze 3 velike brane: brana Midmar, brana Albert Falls i brana Inanda. Najznačajnija pritoka je Msunduzi.

## Vanjske poveznice
|  | Zajednički poslužitelj ima još gradiva o temi Umgeni |